# Public Enemy (film, 2002)
Pour les articles homonymes, voir Public Enemy (homonymie).
Série
Another Public Enemy
(2005)
Pour plus de détails, voir Fiche technique et Distribution.
Public Enemy (공공의 적, Gonggongui jeog) est un film sud-coréen réalisé par Kang Woo-seok, sorti le 25 janvier 2002.

## Synopsis
Kang est un flic pourri. Il vole la drogue des dealers, raquette les suspects et tabasse ceux qui lui résistent. Cho, riche homme d'affaires, semble mener une vie exemplaire. Pourtant, coupable de plusieurs meurtres, il est également un dangereux psychopathe. Le duel va être impitoyable...

## Fiche technique
- Titre : Public Enemy
- Titre original : 공공의 적 (Gonggongui jeog)
- Réalisation : Kang Woo-seok
- Scénario : Baek Seung-jae, Jeong Yun-seob, Kim Hyeon-jeong et Chae Yun-seok
- Photographie : Kim Seong-bok
- Montage : Ko Im-pyo
- Musique : Jo Yeong-wook et Lee Wu-jun
- Société de distribution : Cinema Service
- Pays d'origine : Corée du Sud
- Langue : coréen
- Format : Couleurs - 1,85:1 - Dolby Digital - 35 mm
- Genre : Drame, policier et Thriller
- Durée : 138 minutes
- Date de sortie : 25 janvier 2002 (Corée du Sud)

## Distribution
- Seol Kyeong-gu : Kang Chul-jung
- Lee Sung-jae : Cho Kyu-hwan
- Kang Shin-il : Le chef Eom
- Kim Jeong-hak : Détective Kim
- Do Yong-gu : Détective Nam

## Suites
Le film eu deux suites, Another Public Enemy (Gonggongui jeog 2) et Public Enemy Returns (Kang Chul-jung: Gonggongui jeog 1-1). 

## Récompenses
- Prix du meilleur acteur (Seol Kyeong-gu) lors des Blue Dragon Film Awards 2002.